# Chironia tetragona
Chironia tetragona là một loài thực vật có hoa trong họ Long đởm. Loài này được L.f. mô tả khoa học đầu tiên năm 1782.